# Liste der Monuments historiques in Morvillars
Die Liste der Monuments historiques in Morvillars führt die Monuments historiques in der französischen Gemeinde Morvillars auf.

## Liste der Objekte
| Bezeichnung                      | Beschreibung                  | Standort                       | Kennzeichnung | Schutzstatus | Datum | Bild |
| -------------------------------- | ----------------------------- | ------------------------------ | ------------- | ------------ | ----- | ---- |
| Lesepult                         | Eichenholz, 18. Jahrhundert   | in der Kirche St-Martin (Lage) | PM90000335    | Inscrit      | 2003  |      |
| Glocke                           | Bronze, 1786 gegossen         | in der Kirche St-Martin (Lage) | PM90000057    | Classé       | 1942  |      |
| Skulptur des Apostels Petrus     | Holz, bemalt, 18. Jahrhundert | in der Kirche St-Martin (Lage) | PM90000372    | Inscrit      | 1981  |      |
| Skulptur des Apostels Paulus     | Holz, bemalt, 18. Jahrhundert | in der Kirche St-Martin (Lage) | PM90000373    | Inscrit      | 1981  |      |
| Retabel                          | Eichenholz, 1683              | in der Kirche St-Martin (Lage) | PM90000331    | Inscrit      | 2003  |      |
| Ölgemälde Unbefleckte Empfängnis | 1756                          | in der Kirche St-Martin (Lage) | PM90000333    | Inscrit      | 2003  |      |
| Ölgemälde Heiliger Martin        | 1754                          | in der Kirche St-Martin (Lage) | PM90000334    | Inscrit      | 2003  |      |
| Altarkreuz                       | Eichenholz, 18. Jahrhundert   | in der Kirche St-Martin (Lage) | PM90000336    | Inscrit      | 2003  |      |